# Espingole (mehrschüssige Waffe)

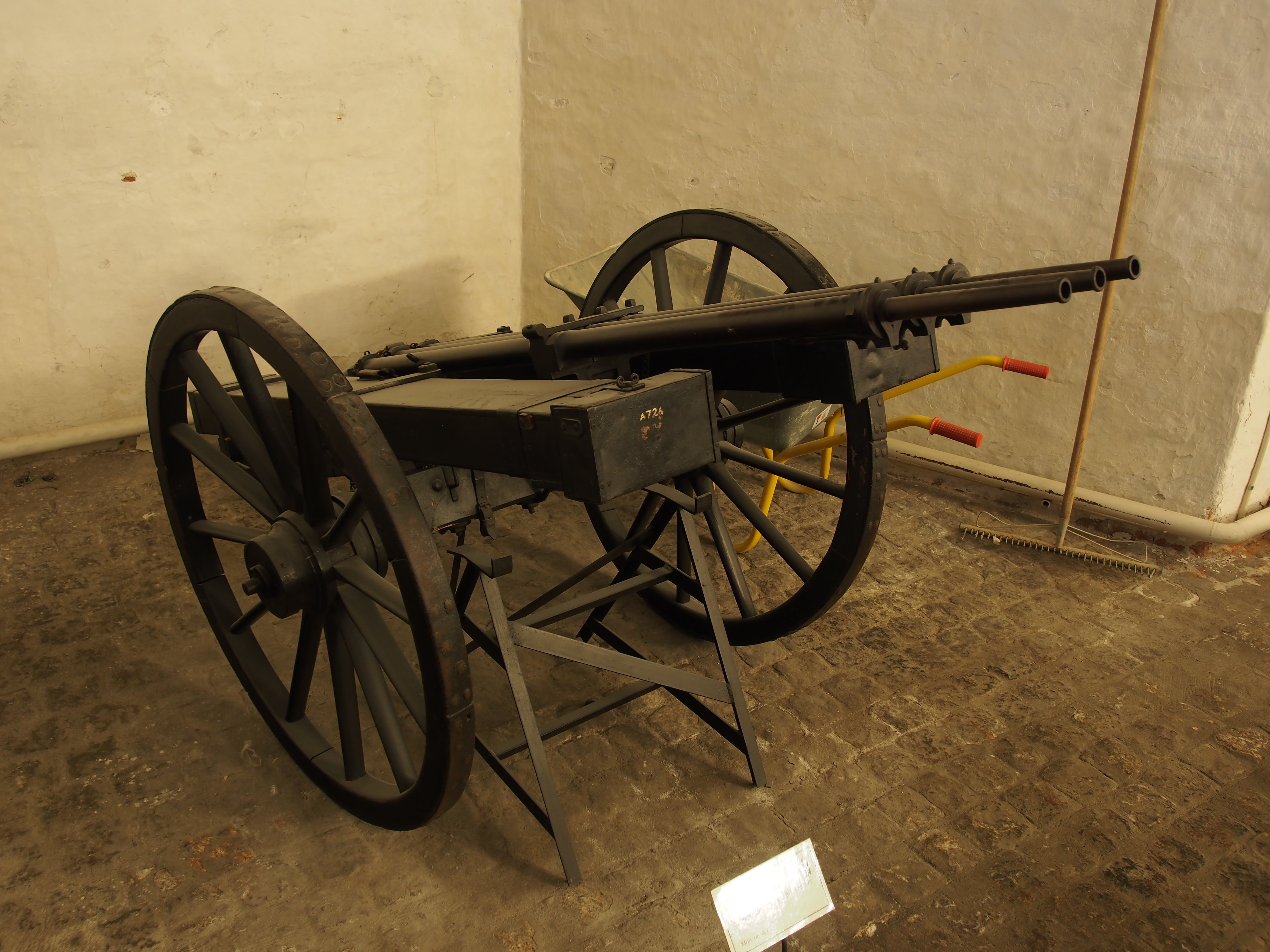
Dänische Espingole

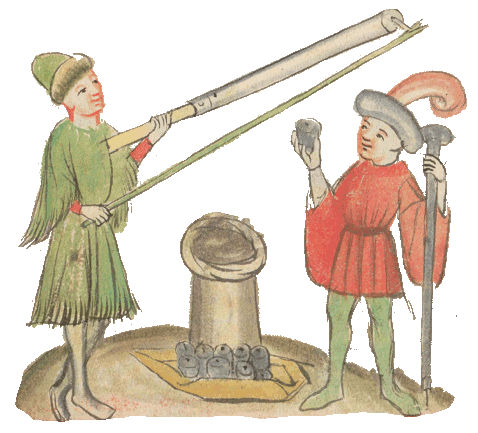
Mittelalterliche Klotzbüchse

Die Espingole [ɛspɛ̃ˈgɔl] war ein Kartätschgeschütz, ein früher Vorläufer des Maschinengewehrs. Das Besondere an den Espingolen ist, dass der Lauf mit mehreren Geschossen hintereinander im Wechsel mit den Treibladungen geladen war (ähnlich einer Römischen Kerze). Die Geschosse waren durchbohrt und hatten eine Zündschnur eingefädelt, so dass die Zündflamme nach der Initialzündung sich bis zur letzten Ladung am Ende des Laufes selbständig fortsetzen und die Schüsse der Reihe nach auslösen kann, ähnlich wie bei den Bombenröhren der Feuerwerkskunst. Die zwei wesentlichen Nachteile sind der komplizierte und zeitraubende Ladevorgang und die Unmöglichkeit, die einmal ausgelöste Schussfolge zu steuern oder anzuhalten.
Vorläufer der Espingolen waren am Ende des Mittelalters unter der Bezeichnung Klotzbüchse bekannt.
Im 19. Jahrhundert verwendete die dänische Artillerie die Espingolen im ersten (1848–1851) und zweiten (1863–64) Schleswig-Holsteinischen Krieg, jedoch ohne den erwarteten Erfolg. Beim Düppelsturm am 18. April 1864 wurden etwa 30 Espingolen erbeutet. Diese Espingolen konnten bis zu 28 Ladungen aufnehmen. Da die Läufe im Gefecht nicht nachgeladen werden konnten, wurden geladene Ersatzläufe mitgeführt. Mit glatten Läufen betrug die Reichweite zunächst 125 Meter; mit den ab 1849 verwendeten gezogenen Läufen konnte sie auf 379 Meter gesteigert werden. Zur Bedienungsmannschaft einer Espingole gehörten drei Soldaten.